# Бейб Дай
Бейб Дай (англ. Babe Dye, нар. 13 травня 1898, Гамільтон — пом. 3 січня 1962, Чикаго) — канадський хокеїст, що грав на позиції крайнього нападника.
Член Зали слави хокею з 1970 року. Володар Кубка Стенлі.

## Ігрова кар'єра
Хокейну кар'єру розпочав 1916 року.
Протягом професійної клубної ігрової кар'єри, що тривала 13 років, захищав кольори команд «Торонто Сент-Патрікс», «Гамільтон Тайгерс», «Чикаго Блек Гокс» та «Нью-Йорк Амеріканс».
Загалом провів 281 матч у НХЛ, включаючи 10 ігор плей-оф Кубка Стенлі.

## Тренерська робота
Тренував клуб Американської хокейної асоціації «Чикаго Шемрокс» у сезоні 1931/32.

## Нагороди та досягнення
- Володар Кубка Стенлі в складі «Торонто Сент-Патрікс» — 1922.

Під 83-м номером входить до списку найкращих гравців НХЛ за версією журналу The Hockey News (1997).

## Статистика
| Сезон        | Клуб                   | Ліга         | Регулярний сезон | Регулярний сезон | Регулярний сезон | Регулярний сезон | Регулярний сезон | Плей-оф | Плей-оф | Плей-оф | Плей-оф | Плей-оф |
| Сезон        | Клуб                   | Ліга         | І                | Г                | П                | О                | ШХ               | І       | Г       | П       | О       | ШХ      |
| ------------ | ---------------------- | ------------ | ---------------- | ---------------- | ---------------- | ---------------- | ---------------- | ------- | ------- | ------- | ------- | ------- |
| 1916–17      | «Торонто Аура Лі»      | ОХА          | 8                | 31               | 0                | 31               | —                | —       | —       | —       | —       | —       |
| 1917–18      | Toronto De La Salle    | ОХА          | —                | —                | —                | —                | —                | —       | —       | —       | —       | —       |
| 1918–19      | «Торонто Сент-Патрікс» | ОХА          | 9                | 13               | 1                | 14               | —                | 2       | 3       | 0       | 3       | 0       |
| 1919–20      | «Торонто Сент-Патрікс» | НХЛ          | 23               | 11               | 3                | 14               | 10               | —       | —       | —       | —       | —       |
| 1920–21      | «Гамільтон Тайгерс»    | НХЛ          | 1                | 2                | 0                | 2                | 0                | —       | —       | —       | —       | —       |
| 1920–21      | «Торонто Сент-Патрікс» | НХЛ          | 23               | 33               | 5                | 38               | 32               | 2       | 0       | 0       | 0       | 7       |
| 1921–22      | «Торонто Сент-Патрікс» | НХЛ          | 24               | 31               | 7                | 38               | 39               | 2       | 2       | 0       | 2       | 2       |
| 1921–22      | «Торонто Сент-Патрікс» | Кубок Стенлі | —                | —                | —                | —                | —                | 5       | 9       | 1       | 10      | 3       |
| 1922–23      | «Торонто Сент-Патрікс» | НХЛ          | 22               | 26               | 11               | 37               | 19               | —       | —       | —       | —       | —       |
| 1923–24      | «Торонто Сент-Патрікс» | НХЛ          | 19               | 16               | 3                | 19               | 23               | —       | —       | —       | —       | —       |
| 1924–25      | «Торонто Сент-Патрікс» | НХЛ          | 29               | 38               | 8                | 46               | 41               | 2       | 0       | 0       | 0       | 0       |
| 1925–26      | «Торонто Сент-Патрікс» | НХЛ          | 31               | 18               | 5                | 23               | 26               | —       | —       | —       | —       | —       |
| 1926–27      | «Чикаго Блек Гокс»     | НХЛ          | 41               | 25               | 5                | 30               | 14               | 2       | 0       | 0       | 0       | 2       |
| 1927–28      | «Чикаго Блек Гокс»     | НХЛ          | 10               | 0                | 0                | 0                | 0                | —       | —       | —       | —       | —       |
| 1928–29      | «Нью-Йорк Амеріканс»   | НХЛ          | 42               | 1                | 0                | 1                | 17               | 2       | 0       | 0       | 0       | 0       |
| 1929–30      | «Нью-Гейвен Іглс»      | КАХЛ         | 34               | 11               | 4                | 15               | 16               | —       | —       | —       | —       | —       |
| 1930–31      | «Торонто Мейпл-Ліфс»   | НХЛ          | 6                | 0                | 0                | 0                | 0                | —       | —       | —       | —       | —       |
| Усього в НХЛ | Усього в НХЛ           | Усього в НХЛ | 271              | 201              | 47               | 248              | 221              | 10      | 2       | 0       | 2       | 11      |